# Obří ryby - Sen každého rybáře
Obří ryby – Sen každého rybáře (Hooked: Monster Fish) je americký dokument z roku 2006. Zabývá se rybáři, kteří vyprávějí o svém lovu na velké ryby (plachetníci, mečouni, jeseteři, sumci...) a ukazuje záběry z tohoto lovu. Českou premiéru měl dokument na ČT2.